# Estadio Municipal de Santo Domingo
Das Estadio Municipal de Santo Domingo ist ein Fußballstadion in der spanischen Stadt Alcorcón. Die Spielstätte wurde am 19. Mai 1999 mit einem Spiel zwischen AD Alcorcón und Real Madrid eingeweiht und befindet sich in der Sportanlage Ciudad Deportiva de Santo Domingo. Das Stadion hat ein Fassungsvermögen von rund 5400 Zuschauern und dient dem Fußballverein AD Alcorcón als Heimstätte.

## Lage und öffentliche Verkehrsmittel
Das Estadio Santo Domingo liegt auf der Avenida Pablo Iglesias, im Südwesten der Stadt. Das Stadion kann über die Buslinien 1, 2, 502, 510, 516, 520 und 815 erreicht werden. In unmittelbarer Nähe befindet sich die Station Las Retamas der Linie C-5 der Cercanías Madrid.